# Nicole Bass
Pour l’article homonyme, voir Bass.
Nicole Bass (née le 26 octobre 1964 dans le quartier de Middle Village à New York et morte le 17 février 2017 dans le Queens) est une culturiste et catcheuse américaine.
D'abord culturiste, elle remporte le championnat national de bodybuilding du National Physique Committee en 1997. Elle devient catcheuse d'abord à l'Extreme Championship Wrestling puis à la World Wrestling Federation.

## Jeunesse et carrière de culturiste
Bass fait de la musculation durant sa jeunesse. Elle participe à des concours de culturisme dans la catégorie des poids lourds. Elle en remporte deux : le championnat des états du Nord du National Physique Committee (NPC) en 1988 et le championnat national de la NPC en 1997.

## Carrière de catcheuse (1998-2002)

### Extreme Championship Wrestling
Bass s'entraîne dans un premier temps à l'école de catch de l'Extreme Championship Wrestling (ECW). Elle apparaît pour la première fois à l'ECW durant l'enregistrement de l'épisode d'Hardcore TV du 17 janvier 1998 où elle est la garde du corps de Justin Credible et Jason (en). Ce jour-là, elle attaque Pablo Marques qui arrive sur le ring pour affronter Credible empêchant ce combat de se dérouler.

### World Wrestling Federation
Bass s'engage avec la World Wrestling Federation (WWF) à la fin des années 1990 et s'entraine dans le dojo de Dory Funk, Jr..
Elle apparait pour la première fois à la WWF le 28 mars 1999 au cours de WrestleMania XV où elle aide Sable à conserver son titre de championne féminine de la WWF en attaquant Tori (en) en fin de match. Le lendemain, Sable annonce que Bass est désormais sa garde du corps.

### Décès
Elle est morte des suites d'un AVC le 17 février 2017.

## Palmarès

### En catch
- National Wrestling Alliance Jersey (NWA Jersey)
  - 1 fois championne féminine de la NWA Jersey[9]

### En culturisme
- National Physique Committee (NPC)
  -  dans la catégorie poids lourds du championnat de l'est des États-Unis de la NPC 1985[4]
  -  dans la catégorie poids-lourds et le classement général du championnat des états du Nord du NPC 1988[4]
  -  dans la catégorie poids lourds d'Extravaganza 1989[4]
  -  dans la catégorie poids lourds du championnat national de la NPC en 1990,1995 et 1996[4]
  -  dans la catégorie poids-lourds et le classement général du championnat national de la NPC 1997[4]